# Madeleine pénitente (Titien, Saint-Pétersbourg)
La Madeleine pénitente (intitulé Marie Madeleine repentante à l'Ermitage) est une peinture à l'huile (119 × 98 cm) des années 1560 réalisée par Titien représentant sainte Marie Madeleine, conservée au musée de l'Ermitage à Saint-Pétersbourg, en Russie.

## Histoire
L'œuvre a été acquise auprès de la galerie Barbarigo à Venise, et est entrée à l'Ermitage en 1850. Titien avait gardé ce tableau pour lui et après sa mort, son fils le vendit avec d'autres tableaux à Cristoforo Barbarigo.

## Style
Contrairement à la Madeleine pénitente de Florence, la Madeleine n'apparaît plus nue ; un vase a été introduit, ainsi qu'un livre ouvert et un crâne en guise de memento mori. Le coloris a acquis une plus grande maturité, avec des couleurs en harmonie avec le personnage. L'arrière-plan est un ciel baigné par les rayons du soleil couchant, avec un rocher sombre contrastant avec la figure lumineuse de Marie.

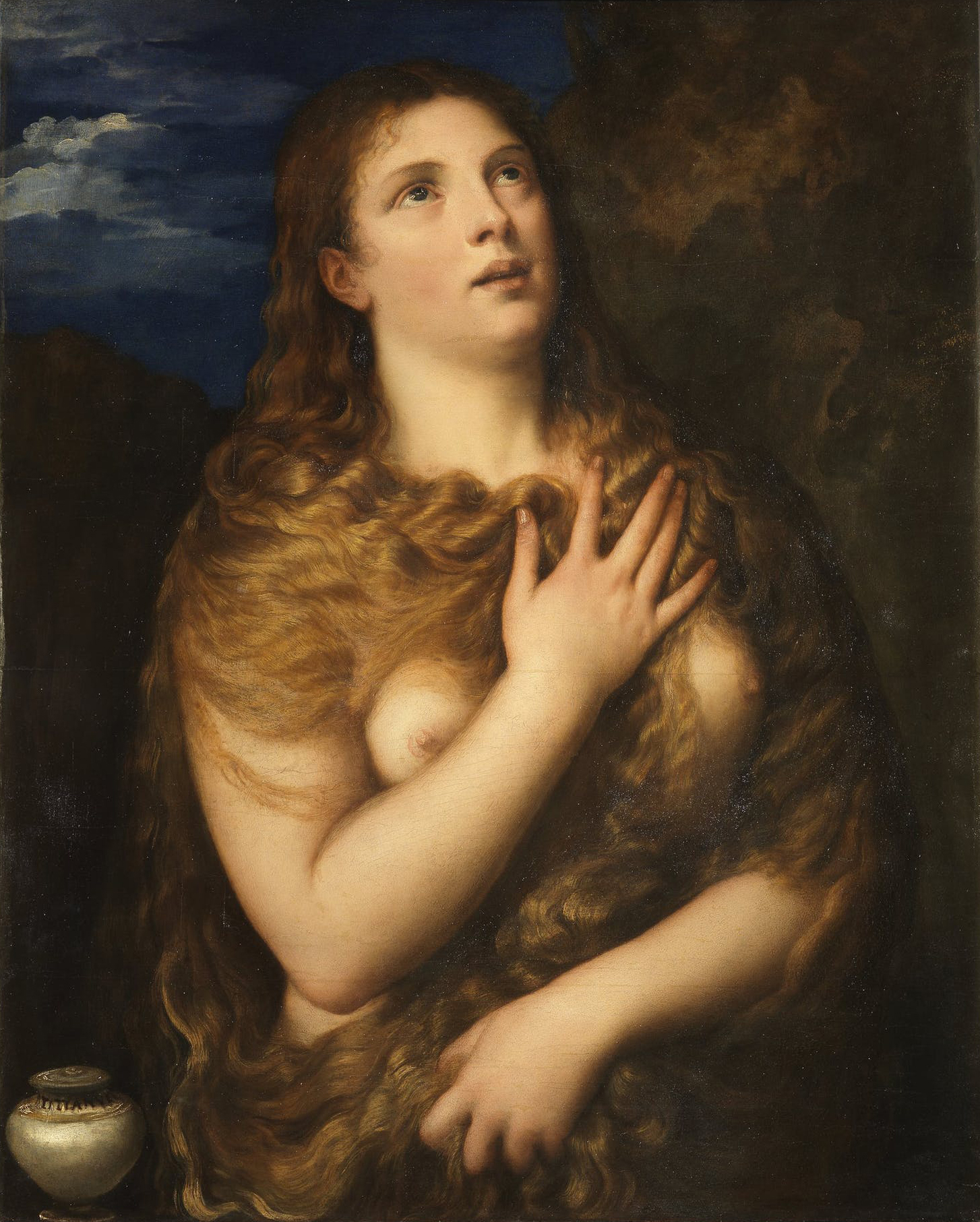
Madeleine pénitente de Florence